# Évangile de l'enfance selon Thomas
Ne doit pas être confondu avec Actes de Thomas, Livre de Thomas ou Évangile selon Thomas.

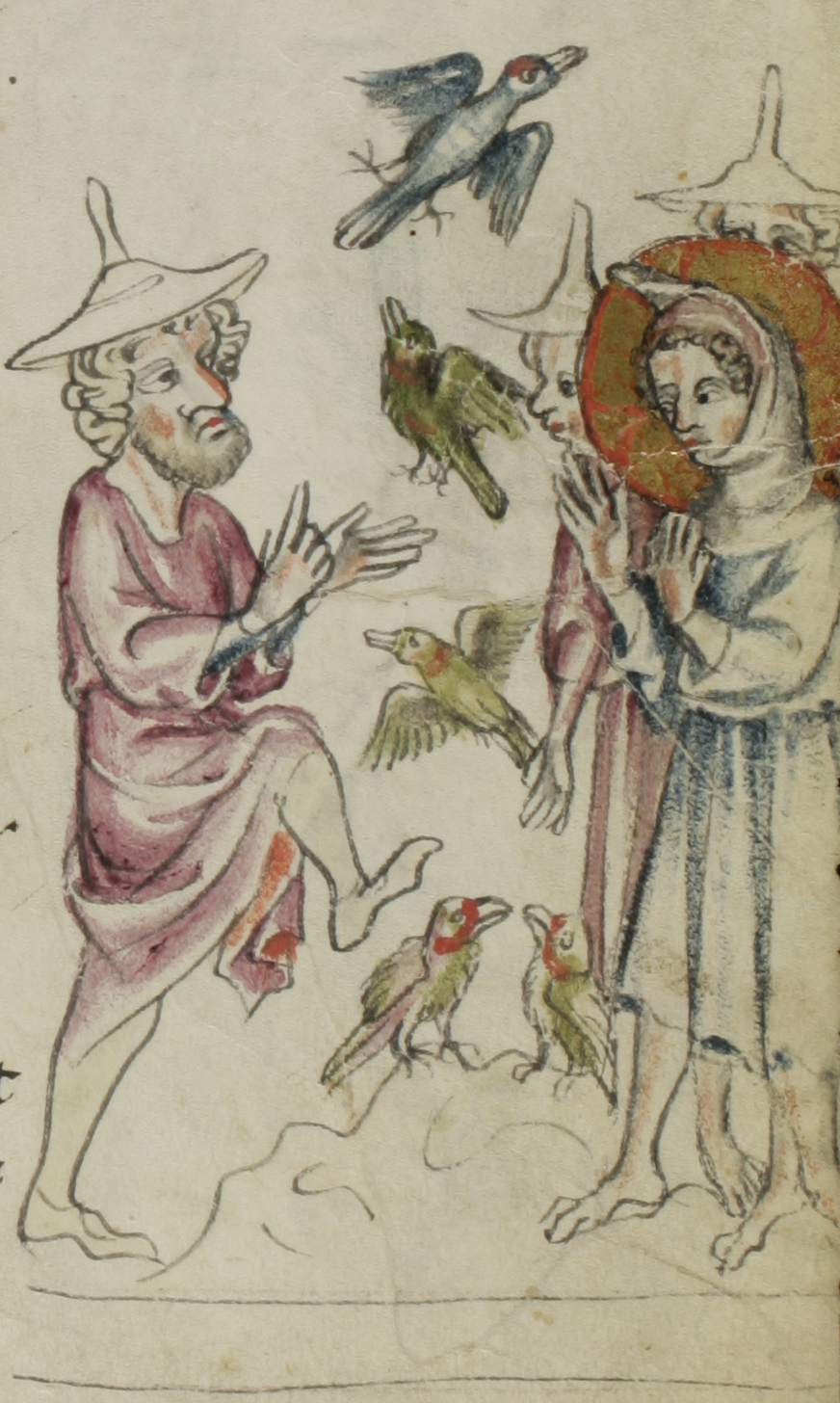
Jésus fait s'envoler les oiseaux d'argile de ses camarades (Klosterneuburger Evangelienwerk, XIVe siècle)

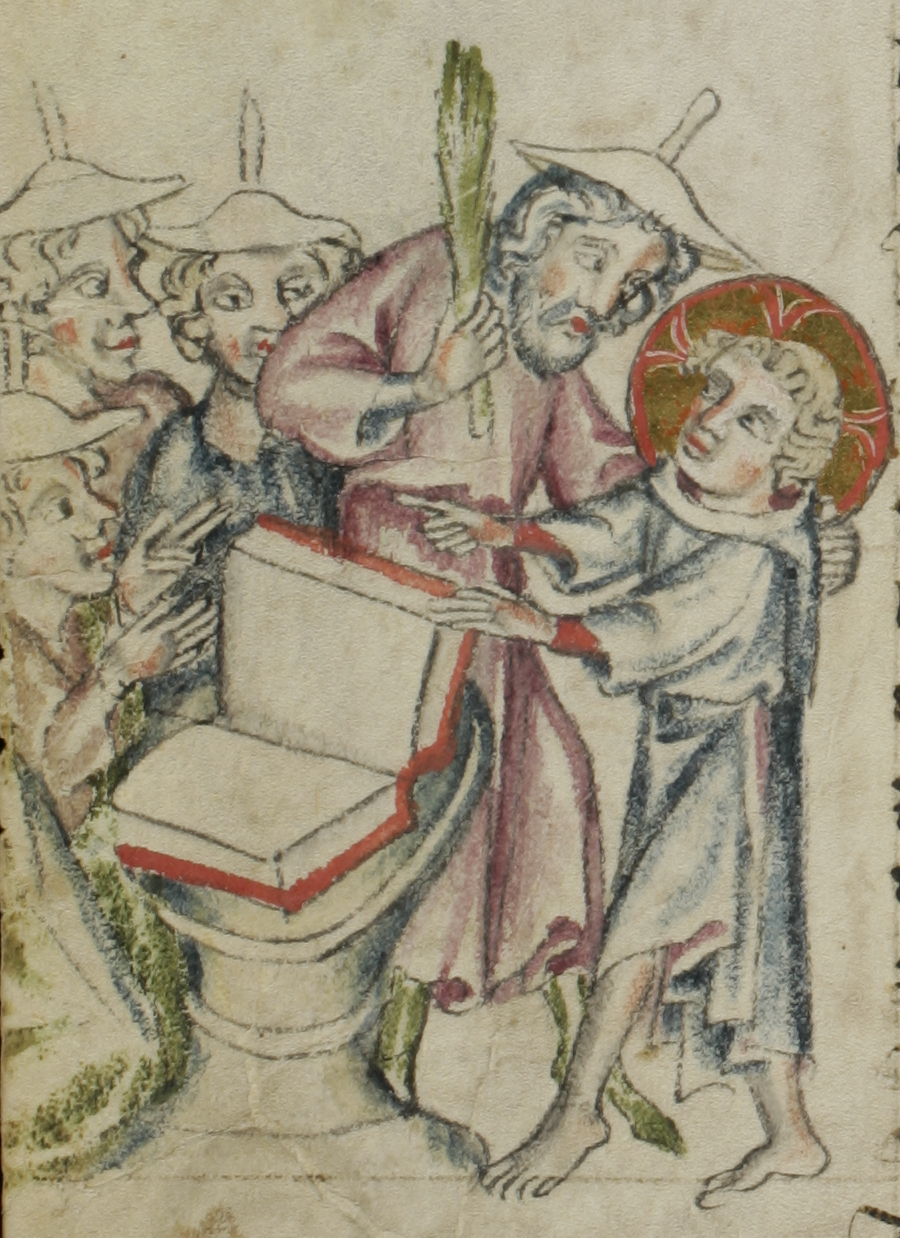
Jésus se dispute avec son maître sur la nature des lettres (ibid.)

L’Évangile de Thomas l'Israélite ou Évangile du pseudo-Thomas aussi appelé Histoire de l'enfance de Jésus, appelée aussi Évangile de l'enfance selon Thomas depuis l'édition de J. A. Fabricius en 1703, est un texte apocryphe paléochrétien. La version syriaque l'intitule « Enfance du Seigneur Jésus ». Ce sont les versions en grec qui introduisent le nom de Thomas, mais avec une variante. Une tradition rapportée en grec l'intitule « Compte-rendu de Thomas, le philosophe israélite, sur l'enfance du Seigneur », alors que sur un autre manuscrit est écrit : « Écrit du saint Apôtre Thomas sur le comportement du Seigneur en son enfance ».
La composition paraît complexe et remonterait au IIIe siècle, mais a utilisé des sources plus anciennes. On reconnaît des éléments gnostiques, d'autres provenant de milieux ébionites. Irénée de Lyon parle d'un évangile de Thomas comme d'un écrit gnostique qu'il qualifie de « marcosien », qui est probablement l'Évangile de Thomas dont le texte intégral a été retrouvé à Nag Hammadi (Égypte) en 1945. Il s'agit d'un recueil de paroles de Jésus qui est de la même époque que l'écriture des évangiles canoniques et qui n'a rien à voir avec ce récit de l'enfance de Jésus, beaucoup plus tardif.
L'Évangile de Thomas, philosophe israélite rapporte des miracles de Jésus enfant. Il est « conservé en deux textes grecs, ainsi qu'en une version syriaque et une version latine » qui en dépendent, mais sont « fort divergentes ». Il existe aussi des versions éthiopienne comportant des variantes intéressantes, géorgienne assez fragmentaire et arménienne. 
Le texte raconte que Jésus faisait s'envoler des oiseaux d'argile ou comment il pouvait rendre aveugles ceux qui lui avaient déplu. De même, l'évangile raconte l'éducation de Jésus, comment celui-ci apprit à lire et comment il apprit à utiliser ses pouvoirs divins pour guérir plutôt que tuer (en effet, dans le texte, le jeune Jésus tue deux enfants sous le coup de la colère). Des récits que l'on retrouve dans la tradition musulmane et dans les récits arabes de l'enfance de Jésus/Îsâ. La péricope des « oiseaux d'argile » est reprise dans les Sourate III, 49 et V, 110 du Coran.
Il ne faut pas confondre cet apocryphe avec l'Évangile selon Thomas, ni avec le Livre de Thomas ou les Actes de Thomas.